# Bandeira da Companhia das Índias Orientais

Versão final da Bandeira da Companhia das Índias Orientais (1801 e 1874).

A Bandeira da Companhia das Índias Orientais representou a Companhia Britânica das Índias Orientais entre 1600 e 1874. A bandeira foi alterada quando o país mudou da Inglaterra para a Grã-Bretanha em 1707 e para o Reino Unido em 1801. 

## Histórico
Ao receber a "Royal Assent" da rainha Elizabeth I para negociar no Oceano Índico em 1600, a Companhia das Índias Orientais adotou uma bandeira de treze listras vermelhas e brancas com a bandeira da Inglaterra no cantão. Foi sucedido pela série de bandeiras "Star of India".
Em 1668, o rei Charles II transferiu o controle de Bombaim para a Companhia das Índias Orientais. A Companhia então adotou uma nova bandeira incluindo as Cores do Rei, quando foi solicitado um fundo azul, além de vermelho e branco, para fazer uma nova bandeira para o forte em Bombaim "se as cores do rei fossem mantidas lá; caso contrário, branco e vermelho serão suficientes".
As primeiras versões da Bandeira da Companhia das Índias Orientais
- A primeira versão 1600 a 1668.
- A segunda versão 1668 a 1801.